# Савино (Ізносковський район)
Савино (рос. Савино) — присілок в Ізносковському районі Калузької області Російської Федерації.
Населення становить 145 осіб. Входить до складу муніципального утворення Присілок Івановське.

## Історія
Від 2004 року входить до складу муніципального утворення Присілок Івановське.

## Населення
| 2002 | 2010 |
| ---- | ---- |
| 191  | ↘145 |